# Dīmītrios Rallīs
Dīmītrios Rallīs (in greco Δημήτριος Ράλλης; Atene, 1844 – Atene, 5 agosto 1921) è stato un politico greco.

## Biografia
Rallīs è un discendente di un'antica famiglia politica greca. Prima dell'indipendenza greca, suo nonno, Alexander Rallīs, era un benestante fanariota. Suo padre, George Rallīs, copriva la carica di ministro nel governo di Andreas Miaoulis e, in seguito, capo della corte suprema di giustizia greca.
Venne eletto in parlamento nel 1872; divenne ministro in numerosi gabinetti e coprì la carica di primo ministro della Grecia per cinque volte. Il suo ultimo governo venne proclamato nel 1920 e vide il re Costantino I di Grecia tornare al trono. Morì di cancro, all'età di 77 anni, nel 1921.
Iōannīs Rallīs, figlio di Dīmītrios, fu il terzo e ultimo primo ministro collaborazionista durante l'occupazione nazista, e Geōrgios Rallīs, nipote di Dīmītrios, fu primo ministro greco nei primi anni del 1980.